# Estação La Hoyada
A Estação La Hoyada é uma das estações do Metrô de Caracas, situada no município de Libertador, entre a Estação Capitolio e a Estação Parque Carabobo. Administrada pela C. A. Metro de Caracas, faz parte da Linha 1.
Foi inaugurada em 2 de janeiro de 1983. Localiza-se no cruzamento da Avenida Universidad com a Avenida Fuerzas Armadas. Atende as paróquias de Catedral e de La Candelaria.